# Orménio (Trácia)
Orménio (português europeu) ou Ormênio (português brasileiro) (em grego:  Ορμένιο, em búlgaro:  Черномен, Chernomen, em turco:  Çirmen) é o ponto mais a norte do território da Grécia. Faz parte do município de Trigono na unidade regional de Evros na Trácia, na margem direita do rio Maritsa, que define parte da fronteira Bulgária-Grécia. A 6 km a norte situa-se a localidade búlgara de Svilengrad. 